# ساكي ملتحي أبيض الأنف
ساكي ملتحي أبيض الأنف أو الشيربوط أبيض الأنف (الاسم العلمي: Chiropotes albinasus) (بالإنجليزية: White-nosed Saki)‏ هو نوع من الحيوانات يتبع جنس الساكي الملتحي من فصيلة السعادين الساكية.